# Beringin Jaya (Singingi Hilir)
Beringin Jaya is een bestuurslaag in het regentschap Kuantan Singingi van de provincie Riau, Indonesië. Beringin Jaya telt 3647 inwoners (volkstelling 2010).